# 형식적 오류
논리학과 철학에서 형식적 오류(formal fallacy)는 예를 들어 명제 논리와 같은 표준 논리 시스템에서 깔끔하게 표현될 수 있는 논리 구조의 결함으로 인해 무효화되는 추론 패턴이다. 이는 유효하지 않은 연역적 논증으로 정의된다. 논증 자체는 참된 전제를 가질 수 있지만 여전히 잘못된 결론을 가질 수 있다. 따라서 형식적 오류는 연역이 잘못되는 오류이며 더 이상 논리적 과정이 아니다. 형식논리에서는 타당성과 진실이 분리되어 있으므로 이는 결론의 진실에 영향을 미치지 않을 수 있다.
논리적 논증은 타당하지 않은 경우에만 비합리적이지만, "비합리"(non sequitur)라는 용어는 일반적으로 특정 용어로 처리되는 형식적 오류를 구성하지 않는 유효하지 않은 논증 유형을 나타낸다(예: 결과 확인). 즉, 실제로 "비합리"는 이름이 지정되지 않은 형식적 오류를 의미한다.
특별한 경우는 수학적 오류, 즉 의도적으로 유효하지 않은 수학적 증명으로, 오류가 미묘하고 어떻게든 숨겨져 있는 경우가 많다. 수학적 오류는 일반적으로 교육 목적으로 만들어지고 전시되며 일반적으로 명백한 모순에 대한 가짜 증거의 형태를 취한다.
형식적 오류는 타당한 논리적 형식을 갖고 있지만 하나 이상의 전제가 거짓이기 때문에 건전하지 않은 비공식적 오류와 대조된다. 그러나 형식적 오류는 전제 (논리학)는 참이지만 결론은 거짓일 수 있다.

## 같이 보기
- 인지 편향
- 후건 부정
- 역설
- 연관 논리
- 소피스트
- 건전성